# Rastislav Tureček
Rastislav Tureček (14 de agosto de 1972) es un deportista eslovaco que compitió en ciclismo adaptado en la modalidad de ruta. Ganó tres medallas en los Juegos Paralímpicos de Verano en los años 2004 y 2008.

## Palmarés internacional
| Juegos Paralímpicos | Juegos Paralímpicos | Juegos Paralímpicos | Juegos Paralímpicos               |
| Año                 | Lugar               | Medalla             | Prueba                            |
| ------------------- | ------------------- | ------------------- | --------------------------------- |
| 2004                | Atenas (Grecia)     | Medalla de oro      | Ruta triciclo manual HC A         |
| 2004                | Atenas (Grecia)     | Medalla de plata    | Contrarreloj triciclo manual HC A |
| 2008                | Pekín (China)       | Medalla de plata    | Contrarreloj HC A                 |